# Мионица (община)
Мионица (серб. Мионица) — муниципалитет в Сербии, входит в Колубарский округ.
Население общины составляет 15 623 человека (2007 год), плотность населения составляет 47 чел./км². Занимаемая площадь — 329 км², из них 66,1 % используется в промышленных целях.
Административный центр общины — город Мионица. Муниципалитет Мионица состоит из 36 населённых пунктов, средняя площадь населённого пункта — 9,1 км².

## Статистика населения общины
| Год  | Население, чел. |
| ---- | --------------- |
| 1991 | 17 613          |
| 2001 | 16 594          |
| 2002 | 16 514          |
| 2003 | 16 387          |
| 2004 | 16 206          |
| 2005 | 16 043          |
| 2006 | 15 870          |
| 2007 | 15 623          |